# Sua Santità (saggio)
(Dichiarazione all’autore di ”Maria”, nome in codice dietro il quale si nasconde la fonte principale anonima e segreta, interna al Vaticano, che ha fornito le centinaia di documenti alla base di questo libro)
Sua Santità. Le carte segrete di Benedetto XVI è un saggio dossier scritto da Gianluigi Nuzzi, pubblicato dall'editore milanese Chiarelettere nel 2012 e giunto in pochi mesi alla 5ª edizione. Il libro è uscito poco tempo prima dell'individuazione e conseguente arresto da parte della Gendarmeria Vaticana di Paolo Gabriele, aiutante di camera di sua santità Benedetto XVI a seguito delle vicende note come "Vatileaks"

## Contenuto
Il libro, articolato in 11 capitoli incentrati su uno o più documenti (fedelmente riportati poi nell'appendice finale) si presenta come un dossier, ed insieme uno spaccato sulla vita quotidiana all'interno della Città del Vaticano sotto il pontificato di Benedetto XVI, con ampie digressioni storico-biografiche su fatti, luoghi o personaggi puntualmente documentati negli apparati di nota.
La narrazione inizia con la descrizione dell'incontro fra l'autore e questa fonte anonima (che per discrezione lui chiamerà "Maria") che, l'autore sostiene, gli passerà copia di una notevole quantità di documenti con tanto di assegnazione di protocollo, provenienti dalla Segreteria Particolare del Pontefice, dai quali emergono problematiche di un certo rilievo all'interno della Curia romana, come le carte relative allo IOR, al "caso Dino Boffo", alla scomparsa di Emanuela Orlandi, alla questione dell'ICI sugli immobili della Chiesa e le varie liti intestine fra personaggi di spicco della Chiesa, come il cardinale Tarcisio Bertone e tutti quei fatti noti successivamente come Vatileaks.
Per l'analisi di una documentazione a cui corrisposero fatti eclatanti di cronaca avvenuti in tempo reale, il libro è stato considerato come bestseller dell'anno 2012.
La pubblicazione del libro ha dato spunto a diverse teorie su possibili ed alternative motivazioni della rinuncia all'ufficio di romano pontefice di Benedetto XVI.
Più volte l'autore, in varie interviste, dichiarò che "ebbe paura" durante la stesura del testo, a causa proprio della delicatezza delle informazioni trattate.

## Edizioni
- Gianluigi Nuzzi, Sua Santità: le carte segrete di Benedetto XVI, Milano, Chiarelettere, 2012, 326 p., ISBN 978-88-6190-095-0.[10]